# Јелена Петровић (глумица)
Јелена Петровић (Београд, 27. март 1984) српска је филмска, телевизијска, гласовна и позоришна глумица.

## Биографија
Јелена Петровић рођена је 27. марта 1984. године у Београду. Дипломирала је глуму на Факултету драмских уметности у Београду у класи професора Драгана Петровића 2007. године. Стални је члан позоришта Атеље 212 од 2013. године. Такође, игра у Позоришту "Бошко Буха", "Звездара театру", "Југословенском Драмском Позоришту", "Београдском драмском позоришту", "Мадленијануму", малом Позоришту "Душко Радовић" и "Позоришту Пуж". Јелену Петровић на фестивалу "Позоришно пролеће" у Шапцу, новинарски жири ("Вечерњих новости", "Политике" и "Блица") наградио је признањем под симболичним називом - "Залог за будућност".
Прва улога била је у позоришној представи "Пепељуга" (режија Милан Караџић) у Позоришту "Бошко Буха" и то на четвртој години студија. Следећа улога је била у позоришној представи "Банат" у режији Дејана Мијача, на сцени Југословенског драмског позоришта.
Активна је у синхронизацијама. Ради за студије Хепи ТВ, Голд Диги Нет, Блу хаус, Студио, Лаудворкс и Моби као и за Синкер медија, Мириус и Ливада Београд. Између осталог, позајмила је глас Дизнијевој Пепељуги у српској синхронизацији истоименог филма из 1950. године.

## Награде
2007. год.
- Награда за НАЈБОЉУ ГЛУМИЦУ ПОЗОРЈА МЛАДИХ за улогу Домне Пантелејевне у представи "Таленти и обожаваоци" на фестивалу "Стеријино позорје" у Новом Саду.
- Награда МАТА МИЛОШЕВИЋ за НАЈБОЉЕГ СТУДЕНТА, која се додељује сваке године студенту са најбољим просеком у току школовања
- Награда БРАНИВОЈ ЂОРЂЕВИЋ за НАЈВИШИ ПРОСЕК ОЦЕНА НА ПРЕДМЕТУ ДИКЦИЈА, катедра за глуму.

2010. год.
- СТЕРИЈИНА НАГРАДА за НАЈБОЉУ МЛАДУ ГЛУМИЦУ за улогу Веронике у представи "Драма о Мирјани и овима око ње" на фестивалу "Стеријино позорје" у Новом Саду.

2011. год.
- Награда ВЕЉКО МАРИЧИЋ за НАЈБОЉУ МЛАДУ ГЛУМИЦУ за улогу Веронике у представи "Драма о Мирјани" и овима око ње на 18. Међународном фестивалу малих сцена у Ријеци у Хрватској.

2013. год.
- Награда за НАЈБОЉУ ЖЕНСКУ СПОРЕДНУ УЛОГУ за улогу корњаче и миша у представи "Чудне љубави" на 13. нај нај нај фестивалу у Загребу у Хрватској.

2016. год
- Награда ЗЛАТНО ЗРНО за НАЈБОЉУ МЛАДУ ГЛУМИЦУ за улогу Розе у представи "Пијани" на фестивалу "Буцини дани" у Александровцу у Србији.

2017. год.
- Награда ЗАЛОГ ЗА БУДУЋНОСТ за улогу Стане у представи Под жрвњем у режији Егона Савина на позоришном фестивалу у Шапцу у Србији.
- Специјална награда за МЛАДУ ГЛУМИЦУ за улогу Хелене у представи Јесења соната на позоришном фестивалу "Петар Кочић" у Бања Луци (БиХ).[3]

## Филмографија
| Год.  | Назив                 | Улога            |
| ----- | --------------------- | ---------------- |
| 2007. | Амиг и Ема            |                  |
| 2008. | Горки плодови         | Милица           |
| 2011. | Само вечерас          |                  |
| 2013. | На путу за Монтевидео | Млада врачара    |
| 2015. |                       | Нестала девојка  |
| 2016. | Андрија и Анђелка     | Жена из Југа     |
| 2017. | Сумњива лица          | Натали Никарагва |

## Синхронизације
| Година     | Назив                                             | Улоге                                                            |
| ---------- | ------------------------------------------------- | ---------------------------------------------------------------- |
| 2007.      | Скајленд                                          | Лена                                                             |
| 2007-2008. | Улица Сезам                                       | разни ликови                                                     |
| 2008.      | Папирманија                                       | Кју, сви женски ликови                                           |
| 2008.      | Ши-Ра: Принцеза моћи                              | Мадам Раз, Глимер, Фроста, Катра итд.                            |
| 2010.      | Бен Тен: Ванземаљска сила                         | Гвен Тенисон, Јулија итд.                                        |
| 2011.      | Артур (С9-10)                                     | сви женски ликови                                                |
| 2011.      | Кунг-фу панда 2                                   | Мајсторица Змија                                                 |
| 2011.      | Мисија: Спасити Божић                             | Брајони Шелфли                                                   |
| 2011.      | Рио                                               | Линда                                                            |
| 2012.      | Заљубљена Мими                                    | Кахо Харуи, Карен Химено                                         |
| 2012.      | Пет легенди                                       | Зубић вила                                                       |
| 2012.      | Чувена петорка                                    | разни ликови                                                     |
| 2012.      | Пепељуга                                          | Пепељуга                                                         |
| 2013.      | Аватар: Легенда о Кори                            | додатни гласови                                                  |
| 2013.      | Биг тајм раш                                      | Шер Лојд, Дара Лерами итд.                                       |
| 2013.      | Викторијус                                        | додатни гласови                                                  |
| 2013.      | Витаминикс (Голд диги нет)                        | Дечак                                                            |
| 2013.      | Водени свет малих гупија                          | Гоби (С1-4 сем у С1Е4)                                           |
| 2013-2016. | Вондер петс                                       | Корњача Так (неке епизоде)                                       |
| 2013-2014. | Дора истражује (С4-8)                             | Дијего (неке епизоде), Велико возило, гренма итд.                |
| 2013.      | Иди, Дијего, иди!                                 | Дијего (С1Е11-14, С1Е16-20)                                      |
| 2013.      | Млади мутанти нинџа корњаче (2012)                | додатни гласови                                                  |
| 2013.      | Мој мали пони: Пријатељство је магија (Лаудворкс) | Јабуклина, Шаренлота, Луна                                       |
| 2013.      | Поштар Пет: Специјалне поштанске услуге           | Џулијан Клифтон, Лизи Тејлор, Силвија Гилбертсон, Ејми (С2Е9-15) |
| 2013.      | Чудновили родитељи                                | Семи Свитспаркл (С10) итд.                                       |
| 2014.      | Рио 2                                             | Линда                                                            |
| 2014.      | Били и Бади                                       | Били итд.                                                        |
| 2014.      | Дора и пријатељи                                  | Пабло (С1Е1-12, 17)                                              |
| 2014-2017. | Зак и Квак (Голд диги нет)                        | Зак (неке епизоде)                                               |
| 2014-2016. | Санџеј и Крег                                     | Дарлин итд.                                                      |
| 2014.      | Тандерменови                                      | Менди                                                            |
| 2014.      | Фиксизи (С2)                                      | Симка, Нолик                                                     |
| 2014.      | Звончица и вила гусарка                           | Зарина                                                           |
| 2015.      | Трансформерси: Прерушени роботи (С2-3)            | Стронгарм                                                        |
| 2015.      | Три мала прасета                                  | сви женски ликови                                                |
| 2015-2017. | Харви Кљунић                                      | Ханзи                                                            |
| 2016.      | Авантуре Чака и пријатеља: Велики летећи изазов   | Чак                                                              |
| 2016.      | Зоро (2015)                                       | разни ликови                                                     |
| 2016.      | Кунг-фу панда 3                                   | Мајсторица Змија                                                 |
| 2016.      | Јокаи сат                                         | Лили Адамс, Дисмарелда, Татлтел, Инсомни итд.                    |
| 2016.      | Кућа Бука                                         | Луна Бука (С1-С2Е15 сем у С1Е20, С2Е1)                           |
| 2016.      | Развали игру                                      | Глозел, Дејана, додатни гласови                                  |
| 2016.      | Робомобил Поли (Голд диги нет)                    | Чистић                                                           |
| 2016.      | Снупи (2014) (Студио Студио)                      | Луси ван Пелт                                                    |
| 2016.      | У чему ли је фора?                                | Хуго, уводна шпица                                               |
| 2016.      | Школа рока                                        | Професорка Калпакис                                              |
| 2016.      | Можда јеси, можда ниси вампир                     | Бетани                                                           |
| 2017.      | Блејз и чудовишне машине                          | додатни гласови                                                  |
| 2017.      | Боби и Бил (Студио Студио)                        | Боби итд.                                                        |
| 2017.      | Воликазам                                         | Бобгоблин (сем у С1Е25)                                          |
| 2017.      | Нела — витешка принцеза                           | Блејн (С1Е1-28)                                                  |
| 2017.      | Ригл акедеми                                      | Госпођа Звер (С1Е18, 20, 24)                                     |
| 2017.      | Страшна прича о играчкама                         | ПЕЗ маца                                                         |
| 2018.      | Волтрон: Легендарни заштитник                     | Алура итд.                                                       |
| 2018.      | Хотел Трансилванија 3: Одмор почиње               | Ванда                                                            |
| 2018.      | Ралф растура интернет                             | Пепељуга                                                         |
| 2019.      | Прича о играчкама 4                               | Гиги Пегица                                                      |
| 2021.      | Зец Петар: Скок у авантуру                        | Мицка                                                            |
| 2021.      | Острво Летњи Камп                                 | Оскар                                                            |
| 2021.      | Хотел Трансилванија: Трансформанија               | Ванда                                                            |

## Позоришне представе
| Година | Назив                                                | Улога                 | Позориште                       |
| ------ | ---------------------------------------------------- | --------------------- | ------------------------------- |
| 2002.  | Вишњик                                               | Ања                   | Југословенско Драмско Позориште |
| 2004.  | Банат                                                | Ђуђа                  | Југословенско Драмско Позориште |
| 2004.  | Тако је морало бити                                  | Станка                | Југословенско Драмско Позориште |
| 2005.  | Ревизор (позоришна представа)                        | Марија Антонова       | Атеље 212                       |
| 2006.  | Шума блиста                                          | Дете                  | Атеље 212                       |
| 2006.  | Пепељуга (позоришна представа Игора Бојовића)        | Пепељуга              | Позориште "Бошко Буха" Београд  |
| 2007.  | Прослава                                             | Мишел                 | Атеље 212                       |
| 2008.  | Принцеза и жабац (позоришна представа Иве Милошевић) | Принцеза Мирела       | Позориште "Бошко Буха" Београд  |
| 2008.  | Плава птица (позоришна представа)                    | Девојчица Мил Тил     | Позориште "Бошко Буха" Београд  |
| 2008.  | Тинејџ клуб                                          | Маша                  | Позориште Душко Радовић         |
| 2008.  | Буђење пролећа                                       | Марта                 | Позориште Душко Радовић         |
| 2009.  | Пазарни дан                                          | Јелка Каћиперка       | Атеље 212                       |
| 2010.  | Малаксија                                            | Цица                  | Звездара театар                 |
| 2010.  | Драма о Мирјани и овима око ње                       | Вероника              | Југословенско Драмско Позориште |
| 2010.  | Михољско лето                                        | Верочка               | Театар Маделнианум              |
| 2011.  | Чудне љубави                                         | Корњача, Миш и Гавран | Позориште Душко Радовић         |
| 2011.  | Као кроз стакло                                      | Карин                 | Београдско драмско позориште    |
| 2012.  | Пинокио                                              | Пинокио               | Позориште Душко Радовић         |
| 2014.  | Август у округу Осејџ                                | Џин Фордам            | Атеље 212                       |
| 2015.  | Провиденца                                           | Цоња                  | Центар за културу Тиват         |
| 2015.  | Брод плови за Београд                                | Јелена Петровић       | Атеље 212                       |
| 2016.  | Јесења соната                                        | Хелена                | Атеље 212                       |
| 2016.  | Пијани                                               | Роза                  | Атеље 212                       |
| 2016.  | Под жрвњем                                           | Стана                 | Југословенско Драмско Позориште |
| 2016.  | Златна торта за златну принцезу                      | Кримка                | Позориште Пуж                   |
| 2018.  | Ноћна стража                                         | Нина Владисављевић    | Атеље 212                       |
| 2018.  | Рођендан краљице Гугу                                | Рози                  | Позориште Пуж                   |
| 2018.  | Судбина једног Чарлија                               | Violeta               | Позориште Душко Радовић         |
| 2019.  | Хомо Фабер                                           | Ива                   | Атеље 212                       |
| 2019.  | Ножеви у кокошкама                                   | Млада жена            | Атеље 212                       |